# Itz-Baunach-Hügelland
Das Itz-Baunach-Hügelland ist eine naturräumliche Haupteinheit (Kennziffer 117) der Haupteinheitengruppe Fränkisches Keuper-Lias-Land (11) an der Nahtstelle der Keuper- zur Liasstufe des Südwestdeutschen Schichtstufenlandes in Franken. Das etwa 1220 km² umfassende Hügelland erstreckt sich rechts und damit nördlich der hinzugerechneten Mainaue zwischen Lichtenfels und Bamberg (im Südosten) und den Haßbergen im südlichen Westen; im östlichen Norden reicht das von den namensgebenden Flüssen Itz und Baunach zertalte Gebiet bis Coburg.

## Lage und Grenzen
Das Itz-Baunach-Hügelland liegt in den Landkreisen Hildburghausen (westlicher Norden), Coburg (Nordosten), Lichtenfels (Osten), Bamberg (Süden), Haßberge (Westen) und Rhön-Grabfeld (kleine Anteile im nördlichen Westen). Es enthält auch größere Anteile der kreisfreien Städte Bamberg (äußerster Süden, praktisch komplett) und Coburg (östlicher Norden, 80 % des Stadtgebietes). Die den Landkreisen Haßberge und Rhön-Grabfeld zugehörigen Anteile liegen, wie auch kleinere Anteile des Hügellandes im nordwestlichen Landkreis Bamberg, im Naturpark Haßberge.
Die Landschaft enthält im Südosten das Tal des Mains zwischen  der Rodach-Mündung oberhalb von Lichtenfels und der Stadt Bamberg. Es erstreckt sich in der Hauptsache über die Einzugsgebiete der namensgebenden, rechten, von Norden kommenden Nebenflüsse Itz (ohne Quellläufe in Thüringer Schiefergebirge, Langen Bergen und Grabfeld) und Baunach (ohne westliche Quellläufe in den Haßbergen) sowie den rechten Nebenflüssen der Steinach, die als Ostgrenze bereits das Obermainische Hügelland einleitet.

## Naturräumliche Gliederung
Das Handbuch der naturräumlichen Gliederung Deutschlands führt das Itz-Baunach-Hügelland als naturräumliche Haupteinheit der Haupteinheitengruppe Fränkisches Keuper-Lias-Land. Folgende Unter-Naturräume werden unterschieden:
- (zu 11 Fränkisches Keuper-Lias-Land)
  - 117 Itz-Baunach-Hügelland
    - 117.0 Staffelstein-Bamberger Maintal
      - 117.00 Hallstadt-Baunacher Maintal[5]
      - 117.01 Ebinger Maintal
      - 117.02 Staffelsteiner Maintal
      - 117.03 Lichtenfelser Maintal-Boden

    - 117.1 Itz-Obermain-Hügelland
      - 117.10 Östliche Itzgrund-Randhöhen
      - 117.11 Banzer Doggerberge
      - 117.12 Lichtenfels-Neuensorger Forst
      - 117.13 Sonnefelder Hügelland

    - 117.2 Itzgrund
      - 117.20 Unterer Itzgrund
      - 117.21 Oberer Itzgrund

    - 117.3 Rodach-Itz-Hügelland
      - 117.30 Watzendorfer Lias-Plateau
      - 117.31 Heldburg-Seßlacher Hügelland
      - 117.32 Heldburg-Callenberger Forst

    - 117.4 Südwestliches Itz-Baunach-Hügelland (siehe auch Haßberge)
      - 117.40 Altensteiner Rhätolias-Rücken (Zeilberge)
        - 117.400 Zeilberg-Sandberg-Rücken
        - 117.401 Lichtensteiner Rücken
        - 117.402 Losbergsgereuther Rücken
        - 117.403 Kraiberg

      - 117.41 Weisach-Baunach-Hügelland
      - 117.42 Bundorfer Ausraumzone

## Landschaftscharakteristik
Das Itz-Baunach-Hügelland ist keine völlig homogene Landschaft. Es vereinigt in seinem Charakter Züge des Keuperberglandes mit solchen des Vorlandes der Frankenalb.
Im südwestlichen, die Haßberge nach Osten abdachenden Teil, dominieren bewaldete (Laubwald, inzwischen auch Fichten- und Kiefernforste) Riedel und Hochflächenreste aus Sandsteinkeuper. Hier werden in den sogenannten Zeilbergen Höhen von über 460 Metern erreicht. Die naturräumliche Grenze zu den Haßbergen liegt etwas westlich der landläufig als solche angesehenen Baunach. Am Zeilberg hat der Basaltabbau wirtschaftliche Bedeutung.
Im Norden befinden sich an der Grenze Oberfrankens zu Thüringen größere zusammenhängende Waldgebiete. An der Veste Coburg werden östlich dieser Wälder ebenfalls 460 Meter überschritten.
Der östliche Teil wird demgegenüber von fruchtbaren Liasinseln bestimmt, die von Sandsteinstufen des Rhät umsäumt und denen schwere Tone unterlagert sind. Dort herrscht Wiesenland vor, im Süden wurden früher auch Wein und Hopfen angebaut. Bewaldung tritt nur inselartig in höheren Lagen auf.
Die Flusstäler sind mit Schottern und Sanden angefüllt. Die Talsohle sinkt von etwa 300 bis unter 240 Meter bei Bamberg. An der Itz dominiert Grünland, während an der Baunach der Ackerbau größere Flächen einnimmt. Auch die Terrassen des bis drei Kilometer breiten Talraumes des Mains werden ackerbaulich genutzt. Alle Flusstäler sind deutlich dichter besiedelt als der Rest der Landschaft.
Quer durch die Einzellandschaften verlief von Norden nach Süden das tertiäre Vulkangebiet der Heldburger Gangschar, zu dessen Zeugen neben dem Zeilberg die Kuppen von Straufhain und Veste Heldburg im Norden zählen.
Insgesamt sind 921 km2 des Gebietes als waldreiche Fläche unter Naturschutz gestellt.

## Flüsse
Das Itz-Baunach-Hügelland wird von Westen nach Osten durch die folgenden, in südliche Richtungen zum Main verlaufenden Flüsse zertalt und orographisch in Riedel und Höhenzüge geteilt:
- Baunach
- Weisach (zur Baunach)
- Alster (zur Itz)
- Kreck (zur Rodach)
- Rodach (zur Itz)
- Itz
- Füllbach (zur Itz)
- Schneybach
- Biberbach
- Steinach (zur Rodach) und Mündungsverlauf der Rodach (Ostgrenze, bereits Obermainisches Hügelland)

## Berge
Folgende Berge sind für das Itz-Baunach-Hügelland prägnant (in Klammern die Höhe über NN; die orographische Einordnung zwischen die Flusstäler ist zum Teil angegeben):
- Büchelberg (467 m), zwischen Baunach und Weisach (Weisach-Baunach-Hügelland), westlich von Schloss Ditterswind
- Veste Coburg (464 m), äußerster Norden, östlich der Itz; Burg
- Zeilberg (463 m), Zeilberge zwischen Weisach und Itz; Heldburger Gangschar
- Straufhain (449 m), äußerster Norden, zwischen Kreck und Rodach; Burgruine Straufhain; Heldburger Gangschar
- Veste Heldburg (405 m), Norden, östlich der Kreck, Burg, Heldburger Gangschar
- Kraiberg (365 m), äußerster Süden der Zeilberge zwischen Baunach und Itz